# Cratere Valverde
Valverde  è un cratere sulla superficie di Marte.